# Seznam ministrů financí Slovenské republiky
Toto je seznam ministrů financí Slovenské republiky, který obsahuje chronologický přehled všech členů vlády Slovenské republiky (včetně autonomních slovenských vlád za druhé republiky, vlád Slovenského státu, Sborů pověřenců i slovenských vlád v rámci československé federace) působících v tomto úřadu.

## Ministři financí v autonomních vládách Slovenska v letech 1938–1939
| # | Jméno             | Fotografie | Strana    | Vláda                                     | Funkční období                    | Poznámky                                                 |
| - | ----------------- | ---------- | --------- | ----------------------------------------- | --------------------------------- | -------------------------------------------------------- |
| 1 | Pavol Teplanský   |            | HSĽS-SSNJ | 1., 2., 3. vláda J. Tisa, vláda J. Siváka | 7. října 1938 – 11. března 1939   | Ministr zemědělství, obchodu, veřejných prací a financí. |
| 2 | Alexander Hrnčiar |            | HSĽS-SSNJ | vláda Karola Sidora                       | 11. března 1939 – 14. března 1939 | Ministr financí.                                         |

## Ministři financí ve vládách samostatného Slovenska v letech 1939–1945
| # | Jméno             | Fotografie | Strana    | Vláda                                          | Funkční období                  | Poznámky         |
| - | ----------------- | ---------- | --------- | ---------------------------------------------- | ------------------------------- | ---------------- |
| 1 | Mikuláš Pružinský |            | HSĽS-SSNJ | 4. vláda J. Tisa, vláda V. Tuky, vláda Š. Tisa | 14. března 1939 – 4. dubna 1945 | Ministr financí. |

## Pověřenci financí ve slovenských Sborech pověřenců (SP) v letech 1944–1960
| # | Jméno                           | Fotografie | Strana     | Sbor pověřenců                                                               | Funkční období                    | Poznámky                                                                            |
| - | ------------------------------- | ---------- | ---------- | ---------------------------------------------------------------------------- | --------------------------------- | ----------------------------------------------------------------------------------- |
| 1 | Viliam Pauliny a Karol Markovič |            |            | SP 1. 9. – 5. 9. 44                                                          | 1. září 1944 – 5. září 1944       | Pověřenci financí.                                                                  |
| 2 | Viliam Pauliny                  |            |            | SP 5. 9. – 23. 10. 44                                                        | 5. září 1944 – 23. října 1944     | Pověřenec financí (Karol Markovič zástupcem pověřence).                             |
| 3 | Tomáš Tvarožek                  |            | DS         | SP 7. 2. – 21. 2. 45 SP 21. 2. – 11. 4. 45 SP 11. 4. – 18. 9. 45             | 7. února 1945 – 18. září 1945     | Pověřenec financí.                                                                  |
| 4 | Matej Josko                     |            | DS         | SP 18. 9. 45 – 16. 8. 46 SP 16. 8. 46 – 18. 11. 47 SP 18. 11. 47 – 23. 2. 48 | 18. září 1945 – 23. února 1948    | Pověřenec financí. 21. února 1948 demisionován.                                     |
| 5 | Ján Bečko                       |            | Str. práce | SP 18. 11. 47 – 23. 2. 48                                                    | 24. února 1948 – 6. března 1948   | Pověřenec financí. Pověřen řízením úřadu 24. února po demisi Mateje Joska.          |
| 6 | Ján Púll                        |            | KSS (KSČ)  | SP 6. 3. – 18. 6. 48 SP 18. 6. 48 – 17. 12. 54                               | 6. března 1948 – ???              | Pověřenec financí.                                                                  |
| 7 | Jozef Hojč                      |            | KSS (KSČ)  | SP 18. 6. 48 - 17. 12. 54                                                    | ??? – 5. března 1953              | Pověřenec financí.                                                                  |
| 8 | Pavol Majling                   |            | KSS (KSČ)  | SP 18. 6. 48 – 17. 12. 54                                                    | 5. března 1953 – 3. srpna 1954    | Pověřenec financí.                                                                  |
| 9 | Ján Marko                       |            | KSS (KSČ)  | SP 18. 6. 48 – 17. 12. 54 SP 17. 12. 54 – 2. 8. 56 SP 2. 8. 56 – 11. 7. 60   | 3. srpna 1954 – 11. července 1960 | Pověřenec financí, od 13. března 1959 místopř. Sboru pověřenců a pověřenec financí. |

## Pověřenci financí a předsedové příslušných komisíSNRv letech 1960–1968
| # | Jméno            | Fotografie | Strana    | SNR           | Funkční období                      | Poznámky                                           |
| - | ---------------- | ---------- | --------- | ------------- | ----------------------------------- | -------------------------------------------------- |
| 1 | Jozef Gajdošík   |            | KSS (KSČ) | SNR 1960–1964 | 14. července 1960 – 29. června 1964 | Pověřenec a předseda komise SNR pro věci finanční. |
| 2 | František Hagara |            | KSS (KSČ) | SNR 1964–1968 | 29. června 1964 – 17. února 1967    | Pověřenec a předseda komise SNR pro věci finanční. |
| 3 | Jozef Gajdošík   |            | KSS (KSČ) | SNR 1964–1968 | 17. února 1967 – 29. prosince 1968  | Pověřenec a předseda komise SNR pro věci finanční. |

## Ministři financí ve vládách Slovenska v rámci československé federace
| # | Jméno            | Fotografie | Strana            | Vláda | Funkční období                      | Poznámky |
| - | ---------------- | ---------- | ----------------- | --- | ----------------------------------- | --- |
| 1 | Karol Martinka   |            | KSS (KSČ)         | vláda Š. Sádovského a P. Colotky                                                                          | 2. ledna 1969 – 3. října 1969       | Ministr financí.                                                                                                 |
| 2 | Jozef Gajdošík   |            | KSS (KSČ)         | vláda Š. Sádovského a P. Colotky                                                                          | 3. října 1969 – 28. dubna 1970      | Ministr financí.                                                                                                 |
| 3 | František Mišeje |            | KSS (KSČ)         | vláda Š. Sádovského a P. Colotky, 2., 3. a 4. vláda P. Colotky, vláda P. Colotky, I. Knotka a P. Hrivnáka | 28. dubna 1970 – 8. prosince 1989   | Od 21. dubna 1988 ministr financí, cen a mezd.                                                                   |
| 4 | Michal Kováč     |            | VPN               | vláda M. Čiče, 1. vláda V. Mečiara, vláda J. Čarnogurského                                                | 12. prosince 1989 – 14. června 1991 | Ministr financí, cen a mezd.                                                                                     |
| 5 | Jozef Dančo      |            | VPN               | vláda J. Čarnogurského                                                                                    | 14. června 1991 – 24. června 1992   | Ministr financí.                                                                                                 |
| 6 | Július Tóth      |            | nestraník za HZDS | 2. vláda V. Mečiara                                                                                       | 24. června 1992 – 31. prosince 1992 | Ministr financí. Po zániku federace pokračoval ve vládě dál, nyní již jako ministr vlády samostatného Slovenska. |

## Ministři financí samostatného Slovenska
| #  | Jméno                | Fotografie | Strana                     | Vláda                                       | Funkční období                      | Poznámky |
| -- | -------------------- | ---------- | -------------------------- | ------------------------------------------- | ----------------------------------- | --- |
| 1  | Július Tóth          |            | nestraník za HZDS          | 2. vláda V. Mečiara                         | 1. ledna 1993 – 15. března 1994     | Ministr financí. |
| 2  | Rudolf Filkus        |            | ADS, od dubna 1994 DEÚS    | vláda J. Moravčíka                          | 15. března 1994 – 13. prosince 1994 | Ministr financí. |
| 3  | Sergej Kozlík        |            | HZDS                       | 3. vláda V. Mečiara                         | 13. prosince 1994 – 14. ledna 1998  | Ministr financí. |
| 4  | Miroslav Maxon       |            | NAS, od července 1998 HZDS | 3. vláda V. Mečiara                         | 14. ledna 1998 – 30. října 1998     | Ministr financí. |
| 5  | Brigita Schmögnerová |            | SDĽ                        | 1. vláda M. Dzurindy                        | 30. října 1998 – 29. ledna 2002     | Ministr financí. |
| 6  | František Hajnovič   |            | SDĽ                        | 1. vláda M. Dzurindy                        | 29. ledna 2002 – 15. října 2002     | Ministr financí. |
| 7  | Ivan Mikloš          |            | SDKÚ                       | 2. vláda M. Dzurindy                        | 16. října 2002 – 4. července 2006   | Místopředseda vlády a ministr financí.                                                                                         |
| 8  | Ján Počiatek         |            | SMER-SD                    | 1. vláda R. Fica                            | 4. července 2006 – 8. července 2010 | Ministr financí. |
| 9  | Ivan Mikloš          |            | SDKÚ-DS                    | vláda I. Radičové                           | 8. července 2010 – 4. dubna 2012    | Místopředseda vlády a ministr financí.                                                                                         |
| 10 | Peter Kažimír        |            | SMER-SD                    | 2., 3. vláda R. Fica, vláda P. Pellegriniho | 4. dubna 2012 – 11. dubna 2019      | Místopředseda vlády a ministr financí. Podal demisi kvůli svému jmenování guvernérem Národní banky Slovenska k 1. červnu 2019. |
| —  | Peter Pellegrini     |            | SMER-SD                    | vláda P. Pellegriniho                       | 11. dubna – 7. května 2019          | Předseda vlády dočasně pověřený řízením ministerstva.                                                                          |
| 11 | Ladislav Kamenický   |            | SMER-SD                    | vláda P. Pellegriniho                       | 7. května 2019 – 20. března 2020    | Ministr financí. |
| 12 | Eduard Heger         |            | OĽaNO                      | vláda I. Matoviče                           | 21. března 2020 – 1. dubna 2021     | Ministr financí. |
| 13 | Igor Matovič         |            | OĽaNO                      | vláda E. Hegera                             | 1. dubna 2021 – 23. prosince 2022   | Ministr financí. |
| —  | Eduard Heger         |            | Demokrati (dříve OĽaNO)    | vláda E. Hegera                             | 23. prosince 2022 – 15. května 2023 | Předseda vlády dočasně pověřený řízením ministerstva.                                                                          |
| 14 | Michal Horváth       |            | nestraník                  | vláda Ľ. Ódora                              | od 15. května 2023 – 25. října 2023 | Ministr financí. |
| 15 | Ladislav Kamenický   |            | SMER-SD                    | 4. vláda R. Fica                            | od 25. října 2023                   | Ministr financí. |